# Eduard Kudláč
Eduard Kudláč (* 28. října 1972, Žilina) je slovenský režisér, dramatik a fotograf.
Je známý jako umělecký šéf Měatského divadla Žilina, k únoru 2023 se podílel na téměř stovce divadelních inscenací, bez ohledu na scénu. Přes sedmdesát z nich režíroval, zhruba dvacet zastřešoval už dramaturgicky. Přinejmenším devět her adaptoval, zdramatizoval nebo upravoval, čtyři překládal, na deseti participoval navíc hudebně či výtvarně.
Z předních domácích činoher opakovaně – šestkrát hostoval ve Slovenském národním divadle, dvakrát ve Státním divadle Košice, opětovně také v bratislavském Studiu L+S. V Česku zatím účinkoval v tamním Národním divadle, Švandově divadle, Divadle pod Palmovkou či Divadle Rokoko coby jeviště MDP, zatímco z mimopražských souborů, si jeho režii vyžádalo ostravské Divadlo Petra Bezruče a brněnské HaDivadlo.
Z jeho autorských počinů, je nejznámější smíšená trilogie Nakrm hada na své hrudi, zčásti uvedena jeho vlastním nezávislým sdružením Phenomenontheatre. Mimo jiné dvojnásobný kandidát, i laureát ceny divadelních kritiků DESKY jako takový, žije střídavě v rodném i hlavním městě, a jeho manželkou je scénografka Eva Rácová, se kterou často spolupracuje v tandemu.

## Životopis
| „                    | Nemyslím si, že ktokoľvek môže akokoľvek určovať pravidlá spôsobu života. Existuje iba jedinečný spôsob myslenia [...]. Poznanie je natoľko diverzifikované a osobné, že nijaké všeobecné zásady zmysluplnej existencie neexistujú. | “ |
| — E.Kudláč, Stanica. | |   |

Absolvoval divadelní režii na Vysoké škole múzických umění v Bratislavě a odbornou stáž na Letní akademii dramatických umění v Sofii, organizovanou Uměleckým centrem Soros a Novou bulharskou univerzitou ve spolupráci s amsterodamským institutem Felix Meritis.
Do povědomí alternativní divadelní scény pronikl jako zakladatel svého vlastního kočovného tělesa Phenomenontheatre, zprvu známého pod aliasem JAV Theatre (2000–2002). Tvůrčí uplatnění však nacházel už jako posluchač VŠMU, respektive hostující umělec v žilinském Městském i jejím Loutkovém divadle. Zatímco v činoherním brzy přechodně zakotvil coby interní režisér i herec (1998–2001), tehdy ještě „Majákovské“ scény, ve druhém později jako stálý dramaturg i příležitostný loutkoherec (2004–2007), také převážně produkce. Krátce po svém třetím návratu, již do zrekonstruovaného MD Žilina v listopadu 2008, se v březnu 2009 stal jeho uměleckým šéfem, kterým je dodnes.

## Umělecká činnost

### Divadlo
autorská díla a koncepty / adaptace, dramatizace a úpravy / překlady/ dramaturgie / režie / herecké a jiné příspěvky
| Rok | Dílo (autor)                                                                                 | Role                   | Poznámky (výroba • režie • premiéra)                                                                               | Poznámky (výroba • režie • premiéra) |
| Mestské divadlo Žilina | Mestské divadlo Žilina                                                                       | Mestské divadlo Žilina | Mestské divadlo Žilina                                                                                             | Mestské divadlo Žilina               |
| --- | -------------------------------------------------------------------------------------------- | ---------------------- | --- | ------------------------------------ |
| 1997 | Terra geminia (J. Tristan)                                                                   | režie                  | MD – Maják, Žilina • p. 26.4.1997                                                                                  |                                      |
| 1998 | Macbeth (W. Shakespeare)                                                                     | úprava°                | MD – Maják, Žilina • p. 27.2.1998                                                                                  | [ 3 ]                                |
| 1998 | Macbeth (W. Shakespeare)                                                                     | režie                  | MD – Maják, Žilina • p. 27.2.1998                                                                                  | [ 3 ]                                |
| 1998 | Púpavienka (J. Kvapil)                                                                       | herec                  | MD – Maják, Žilina • r. M. Oľha • p. 1.5.1998                                                                      | [ 4 ]                                |
| 1998 | Rozprávka do jednej dlane (I. Peřinová)                                                      | herec                  | MD – Maják, Žilina • r. T. Hudcovič • p. 15. 5. 1998                                                               | [ p. 3 ]                             |
| 1999 | Opis obrazu (H. Müller)                                                                      | úprava°                | MD – Maják, Žilina • p. 26. 3. 1999                                                                                | [ p. 4 ]                             |
| 1999 | Opis obrazu (H. Müller)                                                                      | režie                  | MD – Maják, Žilina • p. 26. 3. 1999                                                                                | [ p. 4 ]                             |
| 1999 | Hrom, dom, tidlidom (T. Hudcovič)                                                            | herec                  | MD – Maják, Žilina • r. T. Hudcovič • p. 18.6.1999                                                                 | [ p. 5 ]                             |
| 1999 | Mrazík (T. Rosický)                                                                          | herec                  | MD – Maják, Žilina • r. V. Hriadel • p. 15.10.1999                                                                 | [ 14 ]                               |
| 2000 | Peter Pan (J. M. Barrie)                                                                     | herec                  | MD – Maják, Žilina • r. T. Hudcovič • p. 7.4.2000 (Malá scéna)                                                     | [ 14 ]                               |
| 2000 | Aladinova čarovná lampa (T. Rosický)                                                         | herec                  | MD – Maják, Žilina • r. V. Hriadel • p. 25.11.2000                                                                 | [ 8 ]                                |
| 2001 | Kráľ mal troch synov alebo Ako s mopedom ku kráľovstvu prísť (J.Werich)                      | herec                  | MD – Maják, Žilina • r. T. Hudcovič • p. 25.5.2001 (Malá scéna)                                                    | [ 8 ]                                |
| 2008 | Mobil (S. Belbel)                                                                            | režie                  | MDŽ, Žilina • p. 24.10.2008 (Velký sál)                                                                            | [ 17 ]                               |
| 2009 | Žena z minulosti (R. Schimmelpfennig)                                                        | režie                  | MDŽ, Žilina • p. 6.5.2009 (Velký sál)                                                                              | [ 17 ]                               |
| 2009 | Tretí vek (D.Gombár)                                                                         | dramaturgie            | MDŽ, Žilina • r. D.Gombár • p. 17.11.2009 (Velký sál)                                                              | [ 18 ]                               |
| 2009 | Push Up 1-3 (R. Schimmelpfennig)                                                             | režie                  | MDŽ, Žilina • p. 4.12.2009 (Velký sál)                                                                             | [ 18 ]                               |
| 2010 | Podzemné blues (P. Handke)                                                                   | režie                  | MDŽ, Žilina • p. 14.5.2010 (Velký sál)                                                                             | [ 18 ]                               |
| 2010 | Sexuálna perverzita v Chicagu (D. Mamet)                                                     | dramaturgie            | MDŽ, Žilina • r. J. Štrbák • p. 12.11.2010 (Velký sál)                                                             | [ 19 ]                               |
| 2011 | Idiot (F. M. Dostojevskij)                                                                   | režie                  | MDŽ, Žilina • p. 11.3.2011 (Velký sál)                                                                             | [ 20 ]                               |
| 2011 | SEČ (stredoeurópsky čas) (R. Schimmelpfennig)                                                | úprava                 | MDŽ, Žilina • p. 30.9.2011 (Štúdio)                                                                                | [ 21 ]                               |
| 2011 | SEČ (stredoeurópsky čas) (R. Schimmelpfennig)                                                | režie                  | MDŽ, Žilina • p. 30.9.2011 (Štúdio)                                                                                | [ 21 ]                               |
| 2012 | Ako v sistrách lístia svist (I. Klestilová)                                                  | překlad                | MDŽ, Žilina • p. 3.2.2012 (Štúdio)                                                                                 | [ 21 ]                               |
| 2012 | Ako v sistrách lístia svist (I. Klestilová)                                                  | výběr hudby            | MDŽ, Žilina • p. 3.2.2012 (Štúdio)                                                                                 | [ 21 ]                               |
| 2012 | Ako v sistrách lístia svist (I. Klestilová)                                                  | režie                  | MDŽ, Žilina • p. 3.2.2012 (Štúdio)                                                                                 | [ 21 ]                               |
| 2012 | Beat (Každý má svoj rytmus) (V. Klimáček)                                                    | režie                  | MDŽ, Žilina • p. 23.6.2012 (Velký sál)                                                                             | [ 21 ]                               |
| 2013 | Zločin a trest (F. M. Dostojevskij)                                                          | režie                  | MDŽ, Žilina • p. 8.3.2013 (Velký sál)                                                                              | [ 22 ]                               |
| 2013 | Modrofúz (Nádej žien) (D. Loher)                                                             | výběr hudby            | MDŽ, Žilina • p. 1.6.2013 (Velký sál)                                                                              | [ 23 ]                               |
| 2013 | Modrofúz (Nádej žien) (D. Loher)                                                             | režie                  | MDŽ, Žilina • p. 1.6.2013 (Velký sál)                                                                              | [ 23 ]                               |
| 2014 | Zlodeji (D.Loher)                                                                            | režie                  | MDŽ, Žilina • p. 7. 6. 2014 (Velký sál)                                                                            | [ 24 ]                               |
| 2014 | Opití (I. Vyrypajev)                                                                         | režie                  | MDŽ, Žilina • p. 5.12.2014 (Velký sál)                                                                             | [ 25 ]                               |
| 2015 | Besi I. (F.M.Dostojevskij)                                                                   | režie                  | MDŽ, Žilina • p. 19.6.2015 (Velký sál)                                                                             |                                      |
| 2015 | Ilúzie (I. Vyrypajev)                                                                        | výběr hudby            | MDŽ, Žilina • p. 14.11.2015 (Velký sál, od novembra 2018 Štúdio)                                                   | [ 26 ]                               |
| 2015 | Ilúzie (I. Vyrypajev)                                                                        | režie                  | MDŽ, Žilina • p. 14.11.2015 (Velký sál, od novembra 2018 Štúdio)                                                   | [ 26 ]                               |
| 2016 | Ídomeneus (R. Schimmelpfennig)                                                               | výběr hudby            | MDŽ, Žilina • p. 19.3.2016 (Velký sál)                                                                             | [ 27 ]                               |
| 2016 | Ídomeneus (R. Schimmelpfennig)                                                               | režie                  | MDŽ, Žilina • p. 19.3.2016 (Velký sál)                                                                             | [ 27 ]                               |
| 2017 | Vzkriesenie (D. Doubt)                                                                       | režie                  | MDŽ, Žilina • p. 11.2.2017 (Velký sál)                                                                             |                                      |
| 2017 | Neznesiteľne dlhé objatia (I. Vyrypajev)                                                     | režie                  | MDŽ, Žilina • p. 2.10.2017 (Štúdio)                                                                                | [ 28 ]                               |
| 2018 | Triky, fet a makači (M. Rouabhi)                                                             | režie                  | MDŽ, Žilina • p. 10.3.2018 (Velký sál)                                                                             | [ 29 ]                               |
| 2019 | Žltá čiara (J.Zeh / Ch.Roos)                                                                 | režie                  | MDŽ, Žilina • p. 30.3.2019 (Velký sál)                                                                             | [ 30 ]                               |
| 2019 | Deň, keď som ja už viac nebol ja (R.Schimmelpfennig)                                         | režie                  | MDŽ, Žilina • p. 2.11.2019 (Velký sál)                                                                             | [ 31 ]                               |
| 2019 | Bezzubatá (M.Forgács)                                                                        | režie                  | MDŽ, Žilina • p. 14.12.2019 (Velký sál)                                                                            | [ 32 ]                               |
| 2021 | Niekto príde (J.Fosse)                                                                       | režie                  | MDŽ, Žilina • p. 9.4.2021 (online) / 29.5.2021 (Štúdio)                                                            | [ 33 ]                               |
| 2021 | Naše fotky (T.Melle)                                                                         | režie                  | MDŽ, Žilina • p. 30.10.2021 (Velký sál)                                                                            | [ 34 ]                               |
| 2022 | Kaderníčky (A.Saalbach)                                                                      | výběr hudby            | MDŽ, Žilina • p. 12.3.2022 (Velký sál)                                                                             | [ 35 ]                               |
| 2022 | Kaderníčky (A.Saalbach)                                                                      | režie                  | MDŽ, Žilina • p. 12.3.2022 (Velký sál)                                                                             | [ 35 ]                               |
| 2023 | Táto izba sa nedá zjesť (N.Hochholczerová)                                                   | dramatizace            | MDŽ, Žilina • p. 7. 1. 2023 (Velký sál)                                                                            | [ 36 ]                               |
| 2023 | Táto izba sa nedá zjesť (N.Hochholczerová)                                                   | výběr hudby            | MDŽ, Žilina • p. 7. 1. 2023 (Velký sál)                                                                            | [ 36 ]                               |
| 2023 | Táto izba sa nedá zjesť (N.Hochholczerová)                                                   | režie                  | MDŽ, Žilina • p. 7. 1. 2023 (Velký sál)                                                                            | [ 36 ]                               |
| Bábkové divadlo Žilina |                                                                                              |                        | |                                      |
| 1997 | Snehová kráľovná (H.Ch.Andersen)                                                             | autor°                 | BDŽ, Žilina • p. 31.10.1997                                                                                        | [ 37 ]                               |
| 1997 | Snehová kráľovná (H.Ch.Andersen)                                                             | režie                  | BDŽ, Žilina • p. 31.10.1997                                                                                        | [ 37 ]                               |
| 2004 | Tri múdre kozliatka (J.Cíger-Hronský)                                                        | dramaturgie            | BDŽ, Žilina • r. T. Hudcovič • p. 26.3.2004                                                                        | [ 38 ]                               |
| 2004 | Tri múdre kozliatka (J.Cíger-Hronský)                                                        | herec                  | BDŽ, Žilina • r. T. Hudcovič • p. 26.3.2004                                                                        | [ 38 ]                               |
| 2004 | Šípková Růženka (M. Náhlík)                                                                  | dramaturgie            | BDŽ, Žilina • r. M.Náhlík • p. 22.10.2004                                                                          | [ 39 ]                               |
| 2004 | Vianoce musia byť! (T. Hudcovič)                                                             | dramaturgie            | BDŽ, Žilina • r. T. Hudcovič • p. 26.11.2004                                                                       | [ 39 ]                               |
| 2004 | Vianoce musia byť! (T. Hudcovič)                                                             | herec                  | BDŽ, Žilina • r. T. Hudcovič • p. 26.11.2004                                                                       | [ 39 ]                               |
| 2005 | Udatný Petrík alebo Ako sa stať hrdinom (P. Begányi)                                         | dramaturgie            | BDŽ, Žilina • r. T. Hudcovič • p. 18.2.2005                                                                        | [ 39 ]                               |
| 2005 | Udatný Petrík alebo Ako sa stať hrdinom (P. Begányi)                                         | herec                  | BDŽ, Žilina • r. T. Hudcovič • p. 18.2.2005                                                                        | [ 39 ]                               |
| 2005 | Pipi Dlouhá punčocha (A. Lindgrenová)                                                        | dramaturgie            | BDŽ, Žilina • r. T. Hudcovič • p. 20.5.2005                                                                        | [ 39 ]                               |
| 2005 | V melónovom cukre (R.Brautigan)                                                              | dramaturgie            | BDŽ, Žilina • r. D.Gombár • p. 17.6.2005                                                                           | [ 39 ]                               |
| 2005 | V melónovom cukre (R.Brautigan)                                                              | překlad                | BDŽ, Žilina • r. D.Gombár • p. 17.6.2005                                                                           | [ 39 ]                               |
| 2005 | V melónovom cukre (R.Brautigan)                                                              | dramatizace            | BDŽ, Žilina • r. D.Gombár • p. 17.6.2005                                                                           | [ 39 ]                               |
| 2005 | Spravodlivý autobus (J.Štrbák)                                                               | dramaturgie            | BDŽ, Žilina • r. J.Štrbák • p. 14.10.2005                                                                          | [ 40 ]                               |
| 2005 | Večerníček (T. Hudcovič)                                                                     | dramaturgie            | BDŽ, Žilina • r. T. Hudcovič • p. 25.11.2005                                                                       | [ 40 ]                               |
| 2006 | Tri pierka z draka (P.Dobšinský)                                                             | dramaturgie            | BDŽ, Žilina • r. P.Hejhal • p. 17.3.2006                                                                           | [ 40 ]                               |
| 2006 | Legenda o zbojníkovi (M.Ditte)                                                               | dramaturgie            | BDŽ, Žilina • r. P.Hejhal • p. 24.11.2006                                                                          | [ 41 ]                               |
| 2007 | Zrkadlovo alebo Všetko naopak (J.Štrbák)                                                     | dramaturgie            | BDŽ, Žilina • r. J.Štrbák • p. 27.4.2007                                                                           | [ 41 ]                               |
| 2007 | Rozprávky pre neposlušné deti a ich starostlivých rodičov (D.Taragel)                        | dramaturgie            | BDŽ, Žilina • r. P.Musilová • p. 26.10.2007                                                                        | [ 42 ]                               |
| 2007 | Rozprávky pre neposlušné deti a ich starostlivých rodičov (D.Taragel)                        | dramatizace            | BDŽ, Žilina • r. P.Musilová • p. 26.10.2007                                                                        | [ 42 ]                               |
| Phenomenontheatre a divadelné združenia |                                                                                              |                        | |                                      |
| 2000 | Korektúra korektúry (T.Bernhard)                                                             | koncept°               | J.A.V., Žilina • p. 1.12.2000 (Akropolis – Velký sál, Praha) / 12.1.2001 (Stoka, Bratislava)                       | [ p. 6 ]                             |
| 2000 | Korektúra korektúry (T.Bernhard)                                                             | režie                  | J.A.V., Žilina • p. 1.12.2000 (Akropolis – Velký sál, Praha) / 12.1.2001 (Stoka, Bratislava)                       | [ p. 6 ]                             |
| 2001 | O vĺčkovi, ktorý hovoril stále to isté... alebo Červená čiapočka opäť zasahuje (T. Hudcovič) | dramaturgie            | J.A.V., Žilina • r. T. Hudcovič • p. 22.6.2001 (BDŽ, Žilina)                                                       | [ p. 7 ]                             |
| 2001 | O vĺčkovi, ktorý hovoril stále to isté... alebo Červená čiapočka opäť zasahuje (T. Hudcovič) | herec                  | J.A.V., Žilina • r. T. Hudcovič • p. 22.6.2001 (BDŽ, Žilina)                                                       | [ p. 7 ]                             |
| 2001 | Denníky... L. B. (L.Bourgeois)                                                               | koncept°               | J.A.V., Žilina • p. 25.11.2001 (Akropolis – Velký sál, Praha) / 30.11.2001 (Stoka, Bratislava)                     | [ 51 ]                               |
| 2001 | Denníky... L. B. (L.Bourgeois)                                                               | režie                  | J.A.V., Žilina • p. 25.11.2001 (Akropolis – Velký sál, Praha) / 30.11.2001 (Stoka, Bratislava)                     | [ 51 ]                               |
| 2002 | Fyzikálne projekty – Cvičenie 1. (nedostupné)                                                | koncept                | Phe, Žilina • p. 12.12.2002 (Stoka, Bratislava)                                                                    | [ p. 8 ]                             |
| 2002 | Fyzikálne projekty – Cvičenie 1. (nedostupné)                                                | režie                  | Phe, Žilina • p. 12.12.2002 (Stoka, Bratislava)                                                                    | [ p. 8 ]                             |
| 2003 | Bio-logic (nedostupné)                                                                       | koncept                | Phe, Žilina • p. nedostupné                                                                                        | [ 54 ]                               |
| 2003 | Bio-logic (nedostupné)                                                                       | režie(odhad)           | Phe, Žilina • p. nedostupné                                                                                        | [ 54 ]                               |
| 2003 | Angle (nedostupné)                                                                           | koncept                | Phe, Žilina/ Kolomaž, Trenčín/ Poptheatre • p. 5.7.2003 (Kino Hviezda, Trenčín)                                    | [ p. 9 ]                             |
| 2003 | Angle (nedostupné)                                                                           | režie                  | Phe, Žilina/ Kolomaž, Trenčín/ Poptheatre • p. 5.7.2003 (Kino Hviezda, Trenčín)                                    | [ p. 9 ]                             |
| 2005 | Vynútený pohyb / Forced Motion (nedostupné)                                                  | koncept                | Phe, Žilina • r. nedostupné • p. 4.4.2005 (Alfred ve dvoře, Praha)                                                 | [ p. 10 ]                            |
| 2005 | Vynútený pohyb / Forced Motion (nedostupné)                                                  | režie(odhad)           | Phe, Žilina • r. nedostupné • p. 4.4.2005 (Alfred ve dvoře, Praha)                                                 | [ p. 10 ]                            |
| 2005 | Zabudla som (K.Mišíková)                                                                     | režie                  | Pôtoň, Levice • p. 28.8.2005 (Synagóga)                                                                            | [ 40 ]                               |
| 2005 | Kúpil som si v IKEA lopatu na vykopanie vlastného hrobu... (R.García)                        | koncept                | Phe, Žilina • p. 24.9.2005 (SDKS – Štúdio Tatra, Nitra)/ 13.10.2005 (Alfred ve dvoře – Velký sál, Praha)           | [ 40 ]                               |
| 2005 | Kúpil som si v IKEA lopatu na vykopanie vlastného hrobu... (R.García)                        | režie                  | Phe, Žilina • p. 24.9.2005 (SDKS – Štúdio Tatra, Nitra)/ 13.10.2005 (Alfred ve dvoře – Velký sál, Praha)           | [ 40 ]                               |
| 2005 | Re-directed (al. Redirected) (nedostupné)                                                    | koncept                | Kolomaž, Trenčín • p. 15.10.2005 (Alfred ve dvoře – Velký sál, Praha)                                              | [ p. 11 ]                            |
| 2005 | Re-directed (al. Redirected) (nedostupné)                                                    | režie                  | Kolomaž, Trenčín • p. 15.10.2005 (Alfred ve dvoře – Velký sál, Praha)                                              | [ p. 11 ]                            |
| 2006 | Chôdza/Chodenie (nedostupné)                                                                 | výtvarná spolupráce°   | Phe, Žilina • p. 10.5.2006 (Astorka, Bratislava)                                                                   | [ 40 ]                               |
| 2006 | Chôdza/Chodenie (nedostupné)                                                                 | režie                  | Phe, Žilina • p. 10.5.2006 (Astorka, Bratislava)                                                                   | [ 40 ]                               |
| 2006 | Cely (L.Bourgeois)                                                                           | dramaturgie            | Phe, Žilina / P.A.T., Prievidza • r. S.Daubnerová • p. 16.9.2006 (A4 – nultý priestor, Bratislava)                 | [ 41 ]                               |
| 2006 | Cely (L.Bourgeois)                                                                           | výtvarná spolupráce°   | Phe, Žilina / P.A.T., Prievidza • r. S.Daubnerová • p. 16.9.2006 (A4 – nultý priestor, Bratislava)                 | [ 41 ]                               |
| 2007 | Fuck You, Eu.Ro.Pa! / Zuckerfrei (N.Esinencu)                                                | překlad°               | Truc sphérique, Žilina • p. 11.5.2007 (Stanica)                                                                    | [ p. 12 ]                            |
| 2007 | Fuck You, Eu.Ro.Pa! / Zuckerfrei (N.Esinencu)                                                | režie                  | Truc sphérique, Žilina • p. 11.5.2007 (Stanica)                                                                    | [ p. 12 ]                            |
| 2007 | Nakŕm hada na svojej hrudi – Part I: Stamina Report (sentimentálny koncept/skica)            | autor                  | Phe, Žilina / Truc sphérique, Žilina • p. 13.12.2007 (Stanica)                                                     | [ 68 ]                               |
| 2007 | Nakŕm hada na svojej hrudi – Part I: Stamina Report (sentimentálny koncept/skica)            | koncept                | Phe, Žilina / Truc sphérique, Žilina • p. 13.12.2007 (Stanica)                                                     | [ 68 ]                               |
| 2007 | Nakŕm hada na svojej hrudi – Part I: Stamina Report (sentimentálny koncept/skica)            | režie                  | Phe, Žilina / Truc sphérique, Žilina • p. 13.12.2007 (Stanica)                                                     | [ 68 ]                               |
| 2008 | Nakŕm hada na svojej hrudi – Part II: Reality Report (intelektuálny koncept/skica)           | autor                  | Phe, Žilina / Truc sphérique, Žilina • p. 7.5.2008 (Stanica)                                                       | [ 68 ]                               |
| 2008 | Nakŕm hada na svojej hrudi – Part II: Reality Report (intelektuálny koncept/skica)           | koncept                | Phe, Žilina / Truc sphérique, Žilina • p. 7.5.2008 (Stanica)                                                       | [ 68 ]                               |
| 2008 | Nakŕm hada na svojej hrudi – Part II: Reality Report (intelektuálny koncept/skica)           | režie                  | Phe, Žilina / Truc sphérique, Žilina • p. 7.5.2008 (Stanica)                                                       | [ 68 ]                               |
| 2018 | Višegrád -1 (D.Zábranský)                                                                    | dramaturgie            | Dogma, Trenčín • r. K.Bystrický • p. 29.6.2018 (Klub Lúč)                                                          | [ 73 ]                               |
| Slovenské národné divadlo a iné scény |                                                                                              |                        | |                                      |
| 1997 | Jsem absolutní vůle (L.Klíma)                                                                | režie                  | VŠMU, Bratislava • p. nedostupné                                                                                   |                                      |
| 2007 | Krysiar (V.Dyk)                                                                              | překlad                | VŠMU / a.ha., Bratislava • r. P.Musilová • p. 27.1.2007 (absolventské predstavenie Katedry bábkarskej tvorby VŠMU) | [ p. 15 ]                            |
| 2007 | Krysiar (V.Dyk)                                                                              | dramatizace            | VŠMU / a.ha., Bratislava • r. P.Musilová • p. 27.1.2007 (absolventské predstavenie Katedry bábkarskej tvorby VŠMU) | [ p. 15 ]                            |
| 2007 | Predtým/potom (R.Schimmelpfennig)                                                            | režie                  | SKD, Martin • p. 20.6.2007                                                                                         | [ 41 ]                               |
| 2010 | Mobil mŕtveho muža (S.Ruhlová)                                                               | režie                  | SND, Bratislava • p. 13.11.2010 (NB – Štúdio)                                                                      | [ 20 ]                               |
| 2012 | Zločin a trest (F.M.Dostojevskij)                                                            | režie                  | ŠDKE, Košice • p. 27.4.2012 (Historická budova)                                                                    | [ 21 ]                               |
| 2012 | Hotovo. Schlusss... (P.Turrini)                                                              | výběr hudby            | Štúdio L+S, Bratislava • p. 29.9.2012                                                                              | [ 23 ]                               |
| 2012 | Hotovo. Schlusss... (P.Turrini)                                                              | režie                  | Štúdio L+S, Bratislava • p. 29.9.2012                                                                              | [ 23 ]                               |
| 2012 | Najdúch (J.Záborský)                                                                         | režie                  | ŠDKE • p. 23.11.2012 (Historická budova)                                                                           | [ 23 ]                               |
| 2012 | Úbohý čert (F.Sologub)                                                                       | režie                  | DAD, Prešov • p. 14.12.2012                                                                                        | [ 23 ]                               |
| 2013 | Madame Bovary (G.Flaubert)                                                                   | režie                  | SND, Bratislava • p. 16.11.2013 (NB – Sála činohry)                                                                | [ p. 16 ]                            |
| 2014 | Ilúzie (I.Vyrypajev)                                                                         | režie                  | SND, Bratislava • p. 23.1.2014 (NB – Štúdio)                                                                       | [ 77 ]                               |
| 2014 | Dum spīrō, spērō (E.Kudláč)                                                                  | autor                  | VŠMU, Bratislava • p. 14.4.2014 (Lab)                                                                              | [ 78 ]                               |
| 2014 | Dum spīrō, spērō (E.Kudláč)                                                                  | režie                  | VŠMU, Bratislava • p. 14.4.2014 (Lab)                                                                              | [ 78 ]                               |
| 2014 | Na východe nič nové (J. Griškovec)                                                           | režie                  | Štúdio L+S, Bratislava • p. 26.10.2014                                                                             | [ 79 ]                               |
| 2016 | Nevina (D. Loher)                                                                            | režie                  | SND, Bratislava • p. 6.2.2016 (NB – Sála činohry)                                                                  | [ 80 ]                               |
| 2018 | Krotká (F.M.Dostojevskij)                                                                    | adaptácia              | SND, Bratislava • p. 27.1.2018 (NB – Štúdio)                                                                       | [ 81 ]                               |
| 2018 | Krotká (F.M.Dostojevskij)                                                                    | režie                  | SND, Bratislava • p. 27.1.2018 (NB – Štúdio)                                                                       | [ 81 ]                               |
| 2018 | Krotká (F.M.Dostojevskij)                                                                    | projekcia              | SND, Bratislava • p. 27.1.2018 (NB – Štúdio)                                                                       | [ 81 ]                               |
| 2021 | Čaj a apokalypsa (C. Churchill)                                                              | režie                  | SND, Bratislava • p. 25.6.2021 (NB – Štúdio)                                                                       | [ 82 ]                               |
| Umelecké agentúry |                                                                                              |                        | |                                      |
| 2012 | Ocko (al. Táta) (B. Haukur Þórsson)                                                          | režie                  | zájezd • p. 20.9.2012 (Heineken Tower Stage, Bratislava)                                                           | [ 84 ]                               |
| 2013 | Štyria na kanape (M.Camoletti)                                                               | režie                  | zájezd • p. 2.12.2013 (DK Ružinov – Velký sál, Bratislava)                                                         | [ 86 ]                               |
| 2015 | Slovak Showbiz for Beginners / Slovenský šoubiznis pre začiatočníkov                         | autor                  | TP Productions, Bratislava • p. 12.2.2015 (NKD)                                                                    | [ 87 ]                               |
| 2015 | Slovak Showbiz for Beginners / Slovenský šoubiznis pre začiatočníkov                         | režie                  | TP Productions, Bratislava • p. 12.2.2015 (NKD)                                                                    | [ 87 ]                               |
| 2016 | Tri letušky v Paríži (M.Camoletti)                                                           | režie                  | zájezd • p. 7.10.2016 (DK PD, Prievidza)                                                                           | [ 89 ]                               |
| 2017 | Klamstvo (F.Zeller)                                                                          | režie                  | zájezd • p. 22.1.2017 (RND, Bratislava)                                                                            | [ 91 ]                               |
| 2017 | Pyžamo pre šiestich (M.Camoletti)                                                            | režie                  | zájezd • p. 9.5.2017 (Stredisko kultúry BNM, Bratislava)                                                           | [ 93 ]                               |
| 2017 | Otvorené manželstvo (D. Fo)                                                                  | režie                  | zájezd • p. 24. 6. 2017(RND, Bratislava)                                                                           | [ 96 ]                               |
| 2018 | Umenie vraždy (J.DiPietro)                                                                   | režie                  | zájezd • p. 29.10.2018 (DK PD, Prievidza)                                                                          | [ 98 ]                               |
| 2019 | Čachtická paní (V. Klimáček)                                                                 | režie                  | zájezd • p. 6.9.2019 (DK Dúbravka, Bratislava)                                                                     | [ 102 ]                              |
| 2020 | Mafiánske historky 2 – Csabova pomsta (V. Klimáček)                                          | režie                  | zájezd • p. 13.1.2020 (DK Zrkadlový háj, Bratislava)                                                               | [ 104 ]                              |
| 2020 | Zlatá rybka na slnku alebo Dovoľ mi ju zabiť (D. Hričová)                                    | režie                  | zájezd | [ p. 18 ]                            |
| Zahraničné divadlá |                                                                                              |                        | |                                      |
| 2011 | Nakrm hada na své hrudi – Part III: Minority Report                                          | autor                  | Švandovo divadlo, Praha • p. 28.3.2011 (Studio) (pôvod. sezónna hra z tematického cyklu Hyde Park)                 | [ p. 19 ]                            |
| 2011 | Nakrm hada na své hrudi – Part III: Minority Report                                          | koncept                | Švandovo divadlo, Praha • p. 28.3.2011 (Studio) (pôvod. sezónna hra z tematického cyklu Hyde Park)                 | [ p. 19 ]                            |
| 2011 | Nakrm hada na své hrudi – Part III: Minority Report                                          | režie                  | Švandovo divadlo, Praha • p. 28.3.2011 (Studio) (pôvod. sezónna hra z tematického cyklu Hyde Park)                 | [ p. 19 ]                            |
| 2015 | Strasti života (H. Levin)                                                                    | režie                  | ND, Praha • p. 12.3.2015 (Nová scéna)                                                                              | [ 110 ]                              |
| 2016 | Fligny, koks a fachmani (M. Rouabhi)                                                         | výběr hudby            | DPB, Ostrava • p. 13.5.2016 (Velká scéna)                                                                          | [ 111 ]                              |
| 2016 | Fligny, koks a fachmani (M. Rouabhi)                                                         | režie                  | DPB, Ostrava • p. 13.5.2016 (Velká scéna)                                                                          | [ 111 ]                              |
| 2018 | Sedmé nebe (C. Churchill)                                                                    | režie                  | Pod Palmovkou, Praha • p. 17.10.2018 (Velká scéna)                                                                 | [ 113 ]                              |
| 2018 | Znovusjednocení Korejí (J. Pommerat)                                                         | režie                  | MDP, Praha • p. 8.12.2018 (Rokoko)                                                                                 |                                      |
| 2023 | Požár v šťastném Rakousku (S. Andruchovyč)                                                   | dramatizace°           | CED, Brno • p. 24.2.2023 (HaDivadlo, Palác Alfa – pasáž)                                                           | [ p. 20 ]                            |
| 2023 | Požár v šťastném Rakousku (S. Andruchovyč)                                                   | režie                  | CED, Brno • p. 24.2.2023 (HaDivadlo, Palác Alfa – pasáž)                                                           | [ p. 20 ]                            |
| ° indikuje spoluprácu s inými • r. indikuje režiséra • p. indikuje premiéru Údaje prevzaté z archívu DÚ v Bratislave, výročných správ relevantných divadiel, příp. historických záznamov dostupnej tlače |                                                                                              |                        | |                                      |

### Televize
| Rok | Dílo            | Role         | Poznámky (výroba • režie • premiéra)                                 | Poznámky (výroba • režie • premiéra) |
| --- | --------------- | ------------ | -------------------------------------------------------------------- | ------------------------------------ |
| 2010 | Sekerovci       | dramaturgie° | MPS • r. E. Kudláč / J. Ridzoň / R. Šveda • p. 8.1.2013 (TV Markíza) | [ 116 ]                              |
| 2010 | Sekerovci       | režie°       | MPS • r. E. Kudláč / J. Ridzoň / R. Šveda • p. 8.1.2013 (TV Markíza) | [ 116 ]                              |
| 2012 | Haló (1. séria) | scénář°      | Slovenská produkčná / Noemo • p. 6.9.2012 (TV JOJ)                   | [ 117 ]                              |
| 2012 | Haló (1. séria) | režie        | Slovenská produkčná / Noemo • p. 6.9.2012 (TV JOJ)                   | [ 117 ]                              |
| 2015 | Zločin a trest  | režie°       | RTVS • r. E. Kudláč / A. Šulík(záznam) • p. 22.2.2015 (Dvojka)       | [ 118 ]                              |
| 2016 | Nevina          | režie°       | Filmsomnia • r. E.Kudláč / M. Rumanová(záznam) • p. 2021 (online)    | [ 119 ]                              |
| 2018 | Ministři        | režie        | Slovenská produkčná / Wilder • p. 4.9.2018 (TV JOJ)                  | [ 120 ]                              |
| 2023 | Webová terapia  | režie        | Slovenská produkčná – v postprodukci • p. 2023 (TV JOJ)              | [ 121 ]                              |
| ° indikuje spoluprácu s inými • r. indikuje režiséra • p. indikuje premiéru Údaje prevzaté z oficiálnych zdrojov producentov a písomných záznamov dostupnej tlače |                 |              |                                                                      |                                      |

### Fotografie
Výstavy
| Rok | Dílo                                                     | Galerie                   | Kurátor      | Trvání                             | Trvání  |
| --- | -------------------------------------------------------- | ------------------------- | ------------ | ---------------------------------- | ------- |
| 2015 | Osobní území (al. Soukromá teritoria) / Personal Regions | Photoport, Bratislava     | Filip Vančo  | 30. říjen – 21. listopad 2015      | [ 123 ] |
| 2016 | Osobní území (al. Soukromá teritoria) / Personal Regions | Plusminusnula, Žilina     | Filip Vančo  | 12. únor – 11. březen 2016         | [ 124 ] |
| 2017 | Osobní území (al. Soukromá teritoria) / Personal Regions | CUK - Pôtoň, Bátovce      | Filip Vančo  | 17. 2. – 18. 3. 2016               | [ 125 ] |
| 2019 | Osobní území (al. Soukromá teritoria) / Personal Regions | Arta – Vitrínky, Piešťany | Tomáš Werner | 12. září – 31. prosinec 2019       | [ 126 ] |
| 2019 | Skryté projekce skutečnosti                              | Phoinix, Bratislava       | –            | 19. listopad 2019 – 19. leden 2020 | [ 127 ] |
| 2021 | Oblast výskytu / Occurence Area                          | Photoport, Bratislava     | Filip Vančo  | 10. září – 7. říjen 2021           | [ 128 ] |
| Údaje převzaté z oficiálních zdrojů organizátorů jednotlivých výstav a písemných záznamů dostupného tisku |                                                          |                           |              |                                    |         |

Jako kurátor zastřešoval tři exhibice Jany Ilkové Diary. První s podtitulem Koncept neopakovatelného (budoucnosti). Fragment. v prostorách Slovenského institutu ve Varšavě (5.11. – 30.11.2021), druhou, známou také jako Syntetická realita, v bratislavském Photoportu (16. 2. – 24. 3. 2022), či také Rutinní oscilace již pro topolčia Nástupiště 1-12. (3.12. 2022 – 28. 2. 2023). Kurátoval však i pro jiné, jmenovitě Jana Kekeliho a jeho Plovoucí podlahu (19.11. – 16.12. 2021), opět ve Photoportu, R2 Dominiky Jackuliakové pro Flatgallery (5.11. – 1.12. 2022), či Ostrov 2 v zastoupení Galerie Karla Kállaye (10.11. – 9.12. 2022), také v hlavním městě.

## Úspěchy a ocenění
| Rok | Dílo                                                       | Cena                   | Kategorie                                    | Výsledek | Výsledek |
| --- | ---------------------------------------------------------- | ---------------------- | -------------------------------------------- | -------- | -------- |
| 1997                                                                                                   | Jsem absolutní vůle (s M.Kubranem a A.Žigovou)             | DESKY                  | • Objev sezóny                               | Výhra    | [ 135 ]  |
| 2008                                                                                                   | Žena z minulosti                                           | Cena Literárního fondu | • Divadlo – režie                            | Výhra    | [ 136 ]  |
| 2014                                                                                                   | Iluze                                                      | DESKY                  | • Nejlepší inscenace sezóny                  | Nominace | [ 137 ]  |
| Festivaly                                                                                              |                                                            |                        |                                              |          |          |
| 2006                                                                                                   | Koupil jsem si v IKEA lopatu k vykopání vlastního hrobu. . | DIV, Trnava            | • Král inspirace DIV (hlavní cena)           | Výhra    | [ 138 ]  |
| 2006                                                                                                   | Koupil jsem si v IKEA lopatu k vykopání vlastního hrobu. . | Nové drama, Bratislava | • Zvláštní cena za interpretaci současné hry | Výhra    | [ 139 ]  |
| 2008                                                                                                   | Dříve/Pak                                                  | Nové drama, Bratislava | • Nejlepší inscenace současné světové hry    | Výhra    | [ 140 ]  |
| 2008                                                                                                   | Nakrm hada na své hrudi – Part I: Stamina Report           | Nové drama, Bratislava | • Překvapení Nového dramatu                  | Výhra    | [ 140 ]  |
| 2009                                                                                                   | Mobil                                                      | Nové drama, Bratislava | • Nejlepší inscenace současné světové hry    | Výhra    | [ 141 ]  |
| 2011                                                                                                   | Podzemní blues                                             | Nové drama, Bratislava | • Zvláštní cena poroty                       | Výhra    | [ 142 ]  |
| Údaje převzaté z oficiálních zdrojů organizátorů jednotlivých cen a písemných záznamů dostupného tisku |                                                            |                        |                                              |          |          |

Zvláštní cenu poroty na Novém dramatu 2007 získala S.Daubnerová, tato za scénický koncept a ztvárnění Cíl, produkovaných společně s Kudláčem.